# Bulbine vittatifolia
Bulbine vittatifolia är en grästrädsväxtart som beskrevs av G.Williamson. Bulbine vittatifolia ingår i släktet bulbiner, och familjen grästrädsväxter. Inga underarter finns listade i Catalogue of Life.